# Twin Sisters Mountain
Der Twin Sisters Mountain (Nooksack: Kwetl’kwítl’ Smánit, „roter Berg“), allgemein Twin Sisters genannt, ist ein Berg im Whatcom County im US-Bundesstaat Washington. Als Teil der Kaskadenkette liegt er gerade südwestlich des Mount Baker. Von den beiden Spitzen ist die South Twin die höhere mit einer Höhe von 7.004 ft (2.135 m). Der Gipfel der North Twin liegt oberhalb von 6.644 ft (2.025 m). Am Nordosthang des Twin Sisters Mountain gibt es mehrere Gletscher.

## Geographie
Beide Gipfel liegen innerhalb der Mount Baker Wilderness. Der Twin Sisters Mountain als ganzes liegt südwestlich des Mount Baker, vom Vulkan durch den Middle Fork Nooksack River getrennt. Der South Fork Nooksack River fließt um das Ostende des Twin Sisters Mountain herum. Andere Bäche, die den Twin Sisters Mountain entwässern, sind der Skookum Creek, der Sister Creek, der Green Creek und der Howard Creek. Alle diese Bäche münden letztendlich in den Nooksack River.

## Geologie
Der Twin Sisters Mountain besteht aus relativ unverändertem Dunit, einem ultramafischen Gestein, das hauptsächlich Olivin enthält. Die Twin Sisters Range („range“ = „Gebirgskette“) ist eine massive Scholle relativ dichten Gesteins, welches durch eine Überschiebung als tektonische Decke emporgehoben wurde. Das magnesium- und eisenreiche Gestein wurde im Mesozoikum durch eine tektonische Bewegung zwischen der Bell-Pass-Mélange und dem Chilliwack-River-Terran nach oben getrieben. Die rötliche Farbe in der Kette könnte von der Oxidation des Eisens und Magnesiums im Dunit stammen, das chemischer Verwitterung ausgesetzt ist. Petrologisch besteht der Twin-Sisters-Dunit aus   Enstatit-reichem Gestein, das – außer Olivin – deutliche Anteile von Chromit, Pyroxen und Serpentinit aufweist. Diese Mineralien sind gewöhnlich mit ultramfischem Gestein assoziiert, das unterhalb der Erdkruste im Erdmantel kristallisiert. Die serpentinisierten Minerale sind wohl während späterer Phasen der Hebung gebildet worden, als Wasser durch die Spalten der tektonischen Decke eindrang und eine Metamorphose auslöste.